# Luis Garicano
Luis Garicano Gabilondo (Valladolid, 1º gennaio 1967) è un politico ed economista spagnolo, professore di economia e strategia alla IE Business School e vicepresidente del Partito dell'Alleanza dei Liberali e dei Democratici per l'Europa. È stato europarlamentare dal 2019 al 2022.

## Biografia
Luis Garicano è nato a Valladolid. È figlio di Ana Gabilondo e Luis Garicano. Ha studiato alla scuola di San José, una scuola gesuita, nella sua città natale.
Garicano ha conseguito la laurea in Economia (1990) presso l'Università di Valladolid. Successivamente, ha conseguito un master in Studi economici europei presso il Collegio d'Europa di Bruges nel 1992 e un secondo master in Economia presso l'Università di Chicago nel 1995. Ha conseguito il dottorato in Economia presso lo stesso tre anni dopo, nel 1998. All'università di Chicago, il suo supervisore della tesi era Sherwin Rosen, uno dei principali economisti del lavoro del XX secolo. Durante la sua permanenza lì fu anche assistente di insegnamento di Gary Becker e Kevin M. Murphy, due dei principali esponenti della teoria del capitale umano, la teoria economica che sostiene la qualità e l'educazione dei lavoratori come fattore principale nella promozione della crescita economica.
Dopo aver conseguito il dottorato, è stato assunto come Assistant Professor presso la Booth School of Business, dove ha continuato a studiare l'economia della conoscenza nei mercati del lavoro. Ha continuato a diventare professore associato nel 2002 e professore ordinario nel 2006. Durante il suo soggiorno a Chicago è stato anche professore ospite presso la Sloan School of Management, l'Università Pompeu Fabra e la London Business School.

### Attività politica
L'8 febbraio 2015 ha annunciato il suo ingresso in politica unendosi a Ciudadanos - Partido de la Ciudadanía, partito liberale di centro-destra spagnolo, diventando il principale economista del partito. Incaricato di redigere il programma economico del partito prima delle elezioni generali del 2015 e 2016, è stato il principale architetto delle principali proposte economiche di Ciudadanos, tra cui un equivalente spagnolo del credito d'imposta sul reddito americano e il "contratto unico" "(una proposta per abolire le disparità strutturali nel mercato del lavoro). Dopo essere stato Capo della sezione Economia, Conoscenza e Industria, dal 2017 è Capo di Economia e Occupazione.
Il suo lavoro sul programma di Ciudadanos è riassunto nel suo libro Recuperar el Futuro (Reclaiming the Future), con Toni Roldán (ora portavoce dell'economia di Ciudadanos e discepolo accademico di Garicano presso la London School of Economics).
Garicano è stato anche uno dei principali sostenitori del liberalismo all'interno del partito; è stato un fattore chiave nella transizione ideologica del partito nel 2017 dalla socialdemocrazia al liberalismo progressista.  Il 2 dicembre 2016, in Polonia, è stato nominato vicepresidente del Partito ALDE, il partito di alleanza dei democratici liberali a livello europeo.
Eletto eurodeputato, nel 2019 viene nominato vicepresidente del neonato gruppo Renew Europe. 

## Vita privata
Dal 2016 è sposato con Adelaida Lamas. Ha 2 figli da un precedente matrimonio con la politologa olandese Christa van Wijnbergen, da cui ha divorziato.
Trascorre il tempo libero cucinando, leggendo e facendo escursioni.